# Profesjonalny regurgitator

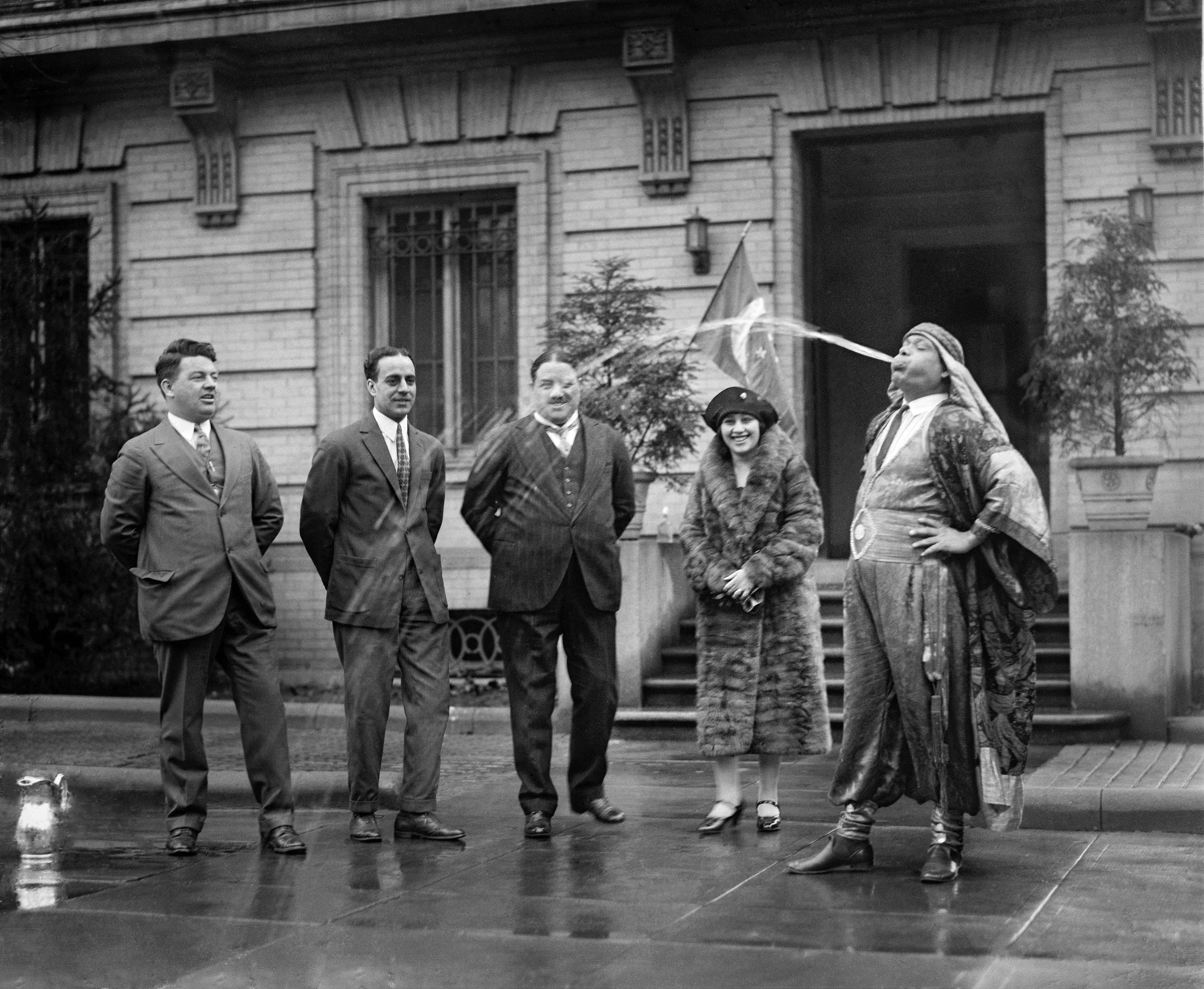
Hadji Ali, znany z licznych pokazów regurgitacji

Profesjonalny regurgitator – artysta, którego występy składają się z połykania i przenoszenia różnych nietypowych przedmiotów drogą pokarmową. Wykorzystuje zjawisko regurgitacji, czyli biernego przesunięcia treści pokarmowej z żołądka do przełyku, bez odruchu wymiotnego. Obiektami połykanymi mogą być żywe zwierzęta, np. mysz (The Great Waldo) lub kule bilardowe.
Niektórzy magicy wykorzystują regurgitację jako element ich występów (np. Harry Houdini), ale jedynie profesjonalni regurgitatorzy korzystają z niej w pełni podczas przedstawień, jak znany ze swoich sztuczek z wodą Hadji Ali. Sztuczka ta była wykorzystywana również w kilku programach typu talent show. Na przykład Stevie Starr podczas swojego występu w Britain’s Got Talent połknął nierozwiązaną kostkę Rubika, a następnie wypluł ją złożoną w całości.